# Running on
「Running on」（ランニング・オン）は、エクリップスの2枚目のシングル。2009年6月17日にポニーキャニオンより発売された。

## 概要
テレビアニメ『バスカッシュ!』挿入歌。「エクリップス」は、『バスカッシュ!』に登場するルージュ、シトロン、ヴィオレットの3人からなるアイドルユニット。作中でエクリップスを演じる戸松遥、中島愛、早見沙織の3人が歌っている。
ジャケットはエクリップスの3人のイラストを使用。カップリングはnO limiTのエクリップス3人によるソロヴァージョンを収録。
- 初回生産盤にはエクリップスキャラクターカードが封入されている。

## 収録曲
1. Running on  [4:40] 
  - 作詞：三浦誠司、作曲:藤末樹、編曲：奥本亮
2. nO limiT  (Rouge starring) [4:28] 
  - 作詞：藤末樹・KK、作曲:藤末樹、編曲：草野よしひろ
  - 歌：Rouge starring 戸松遥
3. nO limiT (Citron starring) [4:28] 
  - 歌：Citron starring 中島愛
4. nO limiT (Violette starring) [4:28] 
  - 歌：Violette starring 早見沙織
5. Running On (off vocal)